# St-Germain (Arsac)

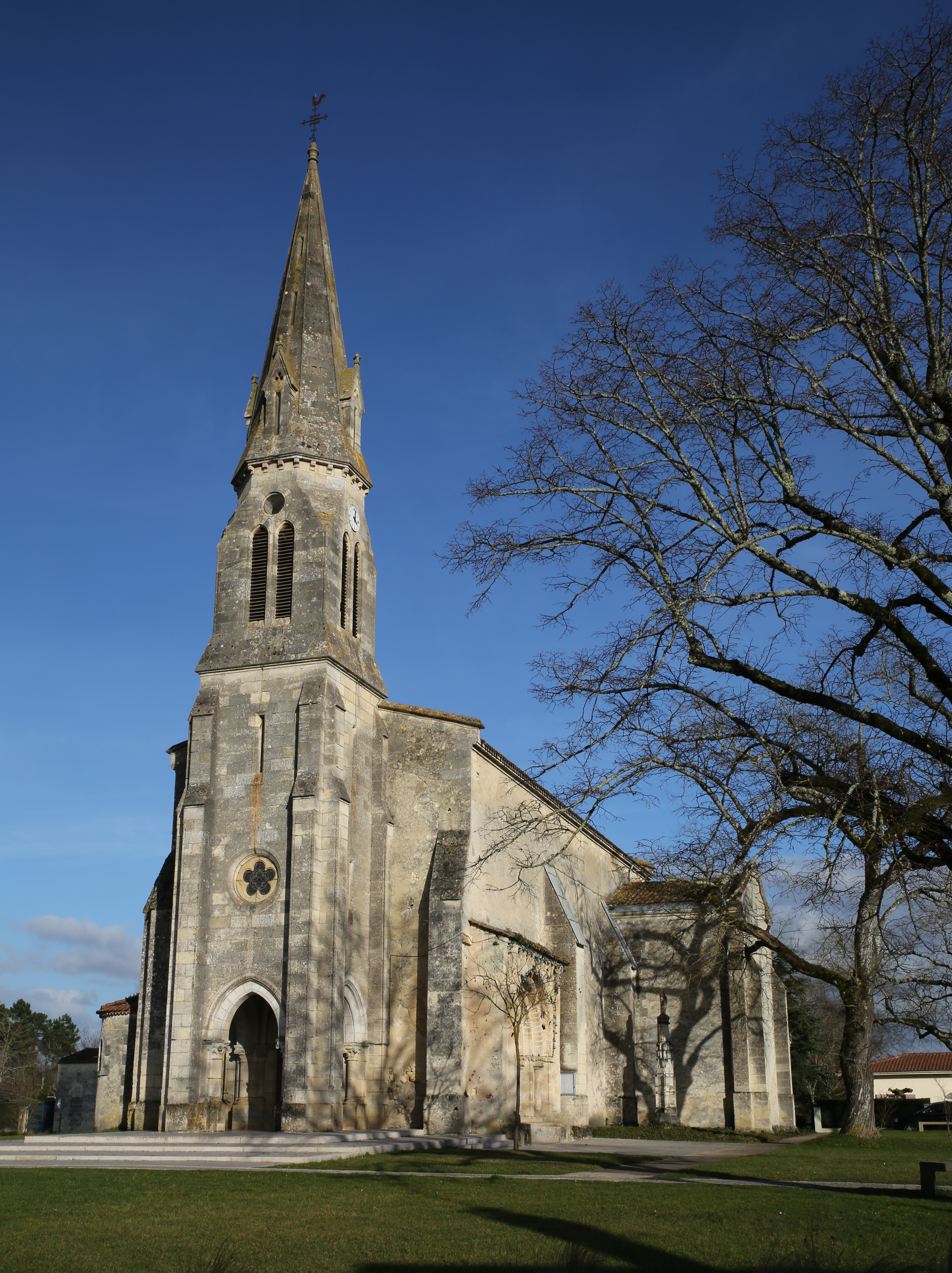
Kirche St-Germain in Arsac

Die katholische Kirche St-Germain in Arsac, einer französischen Gemeinde im Département Gironde in der Region Nouvelle-Aquitaine, wurde ursprünglich im 12. Jahrhundert errichtet und von 1843 bis 1878 stark verändert. 
Die dem heiligen Germanus von Auxerre geweihte Kirche ist seit 1908 als Monument historique geschützt.
Aus romanischer Zeit ist lediglich das Portal an der Südseite erhalten.

## Ausstattung
Von der Kirchenausstattung ist eine vergoldete Holzskulptur der Madonna mit Kind und ein Altar mit Retabel und Tabernakel aus dem 18. Jahrhundert erwähnenswert.
Siehe auch: Liste der Monuments historiques in Arsac#Liste der Objekte